# Panozio

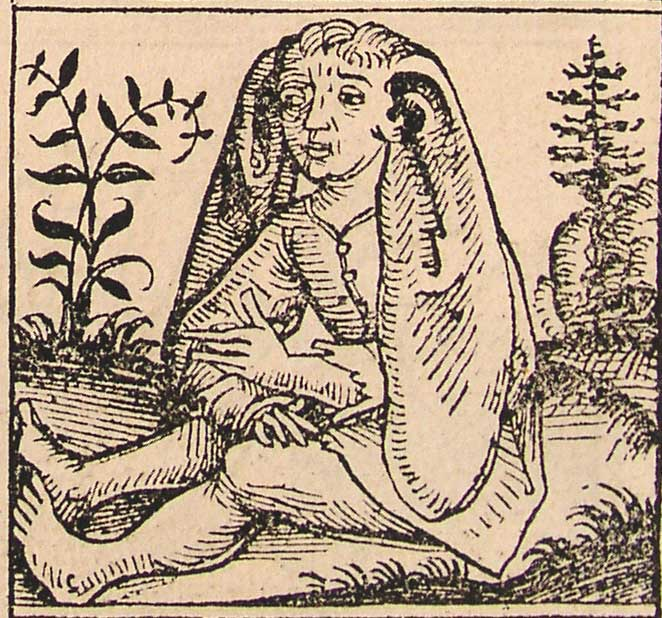
Illustrazione di un panozio, dalle Cronache di Norimberga (1440 - 1514)

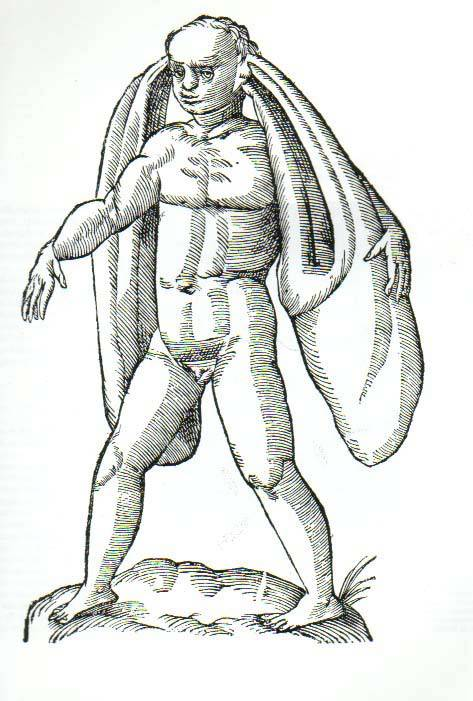
Homo Fanesius Auritus, nella Monstrorum historia di Jean-Baptiste Coriolan, 1642

Il panozio (dal greco pan e othi, significa tutto orecchi) è un mostro antropomorfo del folklore medioevale, chiamato anche panozo (al plurale panozi, dal latino panotii). In tempi antichi si riteneva vivessero nelle isole all'estremo nord del continente europeo, come scrive Plinio (libro IV, capitolo 95). Avrebbero orecchie talmente grandi da toccare terra, e le userebbero come giaciglio e coperta, al momento di dormire. Essendo molto timidi, alcune fonti dicono che all'avvicinarsi di qualcuno le spiegano come ali e volano lontano dal pericolo.
Il termine viene utilizzato per la prima volta da Pomponio Mela, ma già Scilace di Carianda e Megastene riferivano di popolazioni con le medesime caratteristiche. Non sono però inseriti da Sant'Agostino nel suo De civitate dei, catalogo fondamentale dei mostri medievali, fatto questo che limita la loro diffusione: come pure la mancanza di auctoritas e la mancanza di una vera e reale mostruosità nei loro caratteri e nelle loro personalità, sia fisiche che spirituali.
Anche in Malaysia si trova una figura che si distingue per le dimensioni dei padiglioni auricolari: uno dei guardiani degli inferi li avrebbe talmente grandi da permettere alle anime dei morti di trovarvi rifugio. In Giappone, invece, possiamo incontrare i choji e in Melanesia degli esseri pelosi e con orecchie talmente spropositate da poterle usare come arpioni da pesca.
Anche Pigafetta, cronista a seguito di Magellano nel suo viaggio, scrive di aver sentito dire che
La caratteristica principale di questo essere sono le enormi orecchie, usate dalle femmine dei panozi per coprire i propri seni. Per il resto i panozi sono molto simili agli umani. Come molte altre creature mostruose, vedono la loro nascita da altre razze con caratteri insoliti o mostruosi, che, per la sovrabbondanza di tali caratteri atti già da soli a renderli sufficientemente alieni, vengono suddivisi dando origine ad altri miti. In questo caso, Ctesia parla di pandae o macrobi, le cui donne hanno un solo figlio nella vita, neonato che presenta i capelli già bianchi, otto dita per ogni arto, e orecchie gigantesche, fino ai gomiti. Essendo l'insieme abbastanza spaventoso, il tratto delle orecchie ipersviluppate viene separato, dando origine a una nuova specie, i panotii, appunto.
Una rappresentazione di questa razza mitologica si ha in Francia, sul timpano del portale centrale della chiesa di Sainte-Madeleine a Vézelay (dell'XI secolo), sul percorso del pellegrinaggio verso Gerusalemme. Centro del portale sono gli apostoli, separati per mezzo dell'oceano dal mondo del caos, esemplificato per mezzo dei panotii e dei pigmei: a lato del Cristo, troviamo invece una coppia di uomini senza naso e una di cinocefali. Il tutto li fa rientrare in una prospettiva cristiana e li rende parte del piano della creazione divina, in un contesto familiare e intimo; vi si vede infatti un'intera famiglia di questi cosiddetti mostri.
Le Gesta romanorum, invece, (una specie di antologia di storie anonime morali e pseudo antiche, scritte in Inghilterra in ambiente francescano prima del 1342) cercano di moralizzare, appunto, i panotii e le altre 15 razze di Plinio: nel capitolo 175, le enormi orecchie sono un mezzo per meglio ascoltare la parola di Dio e preservare corpi e anime dal peccato.
Sono citati anche in tempi moderni, nel romanzo Baudolino di Umberto Eco, dove addirittura grazie ad un lungo addestramento riescono ad usare i loro apparati uditivi per planare, con effetti disastrosi.